# X Sextantis
X Sextantis är en halvregelbunden variabel av SR-typ i stjärnbilden Sextanten.
Stjärnan är av visuell magnitud +10,14 och varierar i amplitud med 1,17 magnituder och en period av 206 dygn.